# Johan Georg Ræder
Johan Georg Ræder (Meldal, 1751. augusztus 2. –) német származású norvég tiszt.

## Családja
Johan Christopher Rhäder, és második felesége, Cathrine Margrethe Riiber gyermekeként született. A Norvégiába költöző Johan Georg Rhäder unokája. 1872-ben elvette a dán Catharina Margrethe Lindet (1759–1820). Kilenc gyermekük született, köztük Johan Christopher Ræder (1782–1853). Unokáik között szerepel Jacques Ræder, Ole Munch Ræder, Nicolai Ditlev Ammon Ræder, Johan Georg Ræder, dédunokáik közt található Anton Henrik Ræder, ifj. Johan Christopher Ræder és Rudolf Falck Ræder. Dán unokáik Carl Gustav Valdemar Ræder, Johan Georg Frederik Ræder és Oscar Alexander Ræder.